# عملکرد خودرو
عملکرد خودرو (به انگلیسی: Automobile performance)  بیانگر رفتار دینامیکی آن در حرکت بر روی مسیر مستقیم است، به عبارتی مشخصات عملکردی به توانایی خودرو در شتابگیری، تأمین نیروی کششی در اتصال یدک‌کش، غلبه بر موانع، کاستن سرعت، ترمزگیری مربوط می‌شود.
عملکرد یک خودرو متاثر از عوامل گوناگون به کار رفته در خودرو نظیر سیستم محرکه خودرو، سیستم انتقال قدرت خودرو و سیستم ترمز خودرو است. بر این اساس، در طراحی هر یک از سیستم‌های یاد شده باید تأثیر ویژگی‌های آن سیستم در عملکرد خودرو به عنوان یکی از معیارهای مهم در نظر گرفته شود.